# Diodora calyculata
Diodora calyculata is een slakkensoort uit de familie van de Fissurellidae. De wetenschappelijke naam van de soort is voor het eerst geldig gepubliceerd in 1823 door Sowerby I.